# N.E.W.S.
N.E.W.S. è un album in studio del gruppo musicale olandese Golden Earring, pubblicato nel 1984 dalla Mercury Records.

## Tracce
1. "Clear Night Moonlight - 3:25
2. "When the Lady Smiles" - 4:13
3. "Enough Is Enough" - 3:43
4. "Fist in Glove" - 3:27
5. "Mission Impossible" - 6:42
6. "I'll Make It All Up to You" - 5:22
7. "N.E.W.S" - 5:18
8. ""It's Over Now" – 4:24

## Formazione

### Gruppo
- Barry Hay - voce
- George Kooymans - chitarra
- Robert Jan Stips - chitarra
- Rinus Gerritsen -  basso
- Cesar Zuiderwijk -batteria